# Kaspersky Mobile Security

Kaspersky Mobile Security este o suită de securitate dezvoltat de compania Kaspersky Lab pentru smartphone-urile care folosesc sistemele de operare mobile Android, BlackBerry OS, Symbian și Windows Mobile. 
Soluția de securitate oferă Anti-Virus,Privacy Protection (Protecția vieții private), Anti-Theft, Filtre Apel și SMS.

## Istoric Versiuni

### Kaspersky Mobile Security 7
Kaspersky Mobile Security 7 este un produs care oferă protecție integrală și este compatibil cu sistemele de operare Windows Mobile și Symbian.
Funcțiile cheie permite utilizatorului să blocheze complet dispozitivul pierdut sau ștergerea de la distanță a datelor. Funcția SIM Watch previne accesarea datelor fără cartela SIM originală. În cazul în care cartela SIM originală este înlocuită, proprietarul real al telefonului va fi notificat printr-un mesaj la numărul de telefon nou.
Actualizările pot fi efectuate prin intermediul WAP/HTML (GPRS, EDGE, Wi-Fi) sau prin sincronizarea cu PC-ul și sunt efectuate la intervale stabilite de utilizator.

### Kaspersky Mobile Security 8
Kaspersky Mobile Security 8 dispune de control parental, filtrare apel, criptarea datelor și funcția de căutare și localizare prin SMS și GPS. Se poate face scanări manuale sau programate care scaneazăa SMS, MMS, e-mailuri și fișsiere Bluetooth.

Caracteristici:
- Anti-Theft
- Blocare SMS - mesaj predefinit cand telefonul este pierdut
- Antivirus Mobil
- Paravan de protecție
- Antispam pentru SMS/EMS/MMS
- Control Parental
- Criptarea datelor cu caracter personal și de afaceri
- Localizare GPS a telefonului pierdut
- Actualizare automată

### Kaspersky Mobile Security 9
Kaspersky Mobile Security 9 oferă anti-malware, protecția vieții private, măsuri de anti-furt, criptare de date, anti-spam, control parental și locație GPS.
KMS permite configurarea scanării: tipurile de fisiere care vor fi scanate și măasurile când va găsi malware.
Caracteristici:
- Anti-Furt
- Criptare
- Anti-Spam
- Control parental
- Protecție Anti-Malware și Firewall
- Blochează apelurile sau SMS-urile nedorite
- GPS Find
- Protecția confidențialității
- SIM Watch

Cerințele minime sunt:
- Android:    1.6-2.3 și 4.0
- BlackBerry: 4.5-6.0
- Symbian (Nokia): Symbian^3 sau Seria 60 9.1, 9.2, 9.3, 9.4
- Windows Mobile: 5.0-6.5